# Ulf Filipsson (Ulv)
Ulf Filipsson (Ulv), död senast 1350, var en svensk riddare, son till Filip Ulfsson (Ulv).

## Biografi
Ulf Filipsson (Ulv) var son till riddaren, riksrådet Filip Ulfsson (Ulv). Han nämns första gången 1319 och blev riddare mellan 7 januari och 29 juli 1333. Från den 29 juli 1333 var han ståthållare i Skåne. Han avled tidigast 1350.

### Egendom
Ulf Filipsson sätesgård var Vinäs i Gammalkils socken. Han ägde även landbohemman i Valkebo härad och Göstrings härad i Östergötland, Tjust härad i Småland, samt Siende härad och Jönåkers härad i Södermanland.

### Familj
Ulf Filipsson gifte sig med en dotter till riddaren, riksrådet och lagmannen Staffan Röriksson (Staffanssönernas ätt) i Södermanlands lagsaga. De fick tillsammans barnen Ingeborg Ulfsdotter som var gift med Nils Hemmingsson (Lejonansikte) och Magnus Nilsson (Revelstaätten), Magnus Ulfsson, riddaren, häradshövdingen Staffan Ulfsson (Ulv), Barnam Ulfsson, INgrid Ulfsdotter som var gift med borgaren Jon Kogger i Vimmerby och Katarina Ulfsdotter.